# Мій генерал
«Мій генерал» (рос. «Мой генерал») — український радянський телефільм 1979 року Андрія Бенкендорфа за однойменним романом Альберта Ліханова.

## Сюжет
Про велику дружбу дванадцятирічного Антона зі своїм дідом-генералом, який зробив вирішальний вплив на його духовний розвиток.

## У ролях
- Олег Жаков -  Антон Петрович Рибаков
- Валерій Єгоров -  Антон
- Євген Жариков -  Сергій
- Наталія Гвоздікова -  Ольга
- Микола Гринько -  Савченко
- Людмила Арініна -  Ганна Робертівна
- Сергій Подгорний -  Борис Єгоров
- Людмила Чиншева -  Галя
- Кирило Батурин -  Пухов
- Геннадій Юрчук -  Кешка
- Віктор Мірошниченко -  листоноша
- Наталія Гвоздікова - Ольга
- Дмитро Франько -  Інокентій Євлампійович
- Борис Болдиревскій -  солдат
- Станіслав Станкевич -  начальник будівництва
- Владислав Пупков -  товариш по службі Сергія
- Борис Романов -  робітник

## Творча група
- Режисер: Андрій Бенкендорф
- Автор сценарію: Альберт Ліханов
- Художник: Михайло Юферов
- Композитор: Євген Зубцов
- Оператор: Микола Кульчицький